# 漢科卡拉湖
15°3′S 69°11′W / 15.050°S 69.183°W
漢科卡拉湖（Janq'u Qala Lake），是玻利維亞的湖泊，位於該國西部拉巴斯省包蒂斯塔·萨韦德拉县，長3.25公里、寬0.47公里，海拔高度4,489米，湖水來自烏利亞卡亞山。